# Ordini Fondamentali del Connecticut
Gli Ordini Fondamentali furono adottati dal Consiglio della Colonia del Connecticut il 14 gennaio 1639. Gli ordini descrivono il governo instaurato dalle città del fiume Connecticut, stabilendone la struttura e i poteri.
Ha le caratteristiche di una costituzione scritta ed è considerata da alcuni la prima Costituzione scritta della cultura occidentale, e pertanto è il motivo che ha fatto ottenere al Connecticut il soprannome The Constitution State ("Lo Stato della Costituzione"). John Fiske, storico del Connecticut, fu il primo a sostenere che gli Ordini Fondamentali fossero la prima Costituzione scritta, una tesi ancora discussa da alcuni storici moderni. Gli ordini furono trascritti dei documenti ufficiali della Colonia dal Segretario della Colonia Thomas Welles; era una Costituzione per il governo coloniale di Hartford ed era molto simile a quella che istituì il governo del Massachusetts. Quella del Connecticut, tuttavia, diede agli uomini più diritto di voto e rese più uomini candidabili alle posizioni elettive.

## Storia
Nel 1635, un gruppo di puritani e congregazionalisti del Massachusetts insoddisfatti dalle riforme anglicane, cercarono di istituire una società ecclesiastica soggetta alle loro regole. La Corte Generale del Massachusetts consentì il permesso a stabilirsi nelle città di Windsor, Wethersfield, e Hartford. La proprietà della terra era disputata con i detentori inglesi della Warwick Patent del 1631. La Corte Generale del Massachusetts istituì la Commissione di Marzo per mediare sulla disputa, e nominò Roger Ludlow suo capo. La Commissione nominò otto magistrati provenienti dalle città del Connecticut per implementare un sistema legale e la Commissione terminò i lavori nel marzo 1636, dopodiché gli abitanti continuarono ad autogovernarsi. Il 29 maggio 1638 Ludlow scrisse al Governatore del Massachusetts Winthrop per comunicargli che i coloni volevano "unirsi per andare avanti in pace gli uni con gli altri"; Ludlow scrisse gli Ordini Fondamentali, che furono adottati il 14 gennaio 1639, istituendo il Connecticut come entità auto-governante.
Non vi sono testimonianze dei dibattiti o dei procedimenti che hanno avuto luogo durante la stesura o l'entrata in vigore degli Ordini. Si pensa che gli autori abbiano voluto rimanere anonimi per evitare rivalse da parte delle autorità inglesi. Secondo John Taylor:

## Diritti individuali
Gli Ordini Fondamentali del Connecticut sono un documento breve, ma contengono alcuni principi che furono poi applicati nella creazione del governo degli Stati Uniti. Il governo si basa sui diritti civili, e gli ordini citano alcuni di questi diritti, come anche come devono essere assicurati da parte del governo. Gli ordini stabiliscono che tutti gli uomini liberi eleggano i propri magistrati, e votino con scrutinio segreto; stabiliscono i poteri del governo, e alcuni limiti all'interno dei quali il potere viene esercitato.
In un certo senso, gli Ordini furono sostituiti da una Carta Reale nel 1662, ma i principi fondamentali della Carta furono scritti nel Connecticut, dando seguito ai diritti garantiti dagli Ordini. La Carta fu scritta dal governatore John Winthrop il Giovane e fu approvata dal re Carlo II d'Inghilterra. I coloni vedevano la Carta come una costituzione e garanzia per i loro Ordini Fondamentali. In seguito, la quercia della Carta ottenne questo nome quando la carta fu portata dalla taverna di Jeremy Adams e nascosta sotto di essa, piuttosto che essere ceduta agli agenti del re Giacomo II d'Inghilterra.
I diritti civili scritti negli Ordini, con alcuni altri aggiunti negli anni, sono ancora compresi nella "Dichiarazione dei Diritti" nel primo articolo dell'attuale Costituzione del Connecticut, adottata nel 1965.